# Тогузак (Павлодарская область)
Тогузак (каз. Тоғызақ) — село в Иртышском районе Павлодарской области Казахстана. Входит в состав Кызылжарского сельского округа. Код КАТО — 554651300.

## Население
В 1999 году население села составляло 626 человек (315 мужчин и 311 женщин). По данным переписи 2009 года, в селе проживало 137 человек (61 мужчина и 76 женщин).